# 范孟兰
范孟兰（？年—？年），清朝政治人物。

## 生平
范孟兰曾于咸丰十一年接替董基升任龙岩州知州一职，咸丰十一年由赵符桐接任。